# Glacier de la Marmolada
Le glacier de la Marmolada est le plus grand glacier des Dolomites (Alpes), situé en Italie, sur le versant nord de la Marmolada. Il donne naissance à la rivière Avisio et surplombe le lac de Fedaia.

## Géographie
Le glacier est la plus grande zone glaciaire des Dolomites. En amont, il est délimité par la crête rocheuse qui culmine à la Punta Rocca (3 309 m) d'où il est possible de voir la Suisse, le Liechtenstein, l'Autriche et l'Allemagne par temps clair.

## Histoire

### Première Guerre mondiale

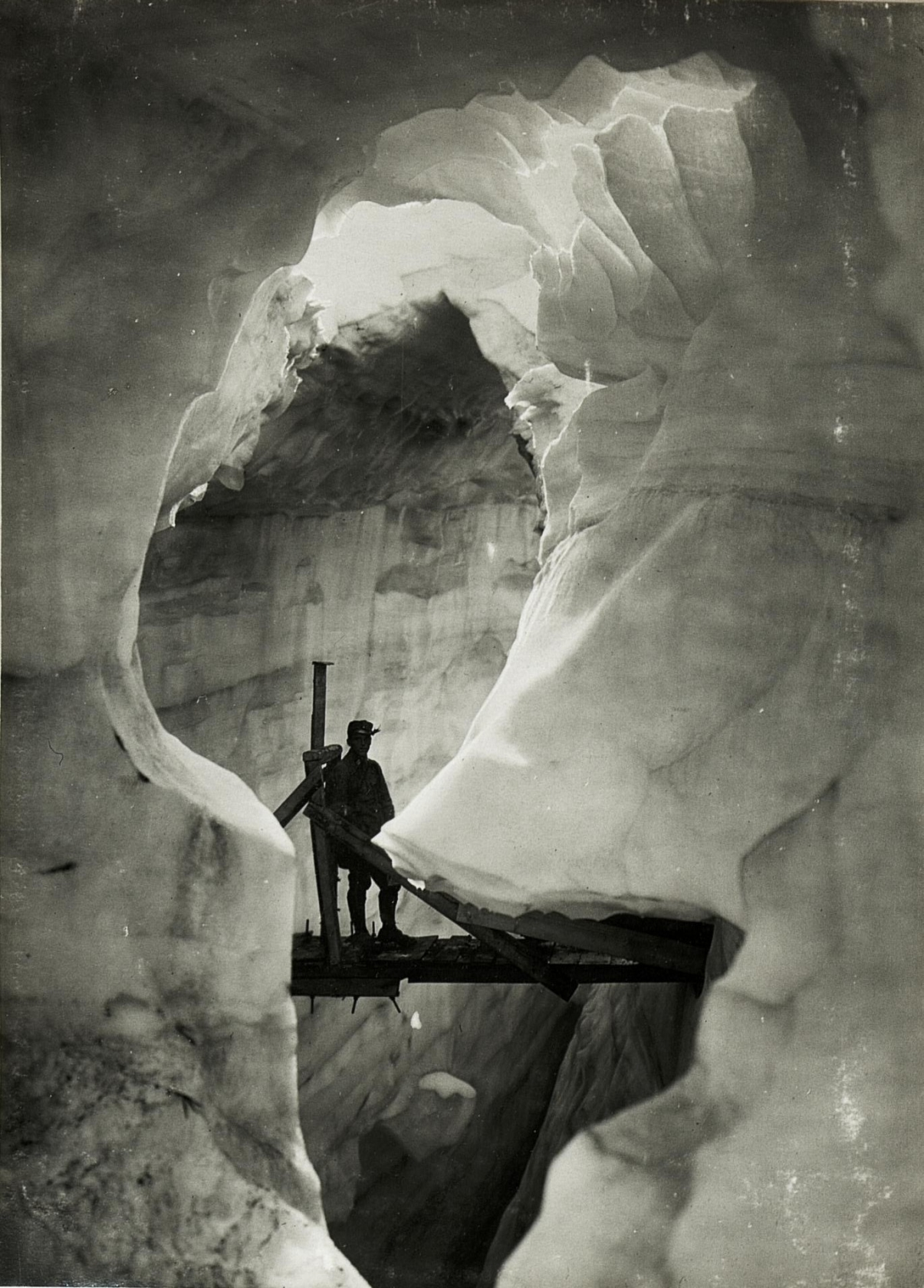
Un pont dans la « ville de glace ».

En 1916, pendant la Grande Guerre, les ingénieurs de l'armée austro-hongroise ont construit un complexe de tunnels, de dortoirs et de dépôts à l'intérieur du glacier de la Marmolada pour relier les différentes positions d'altitude ciblées par les tirs constants des troupes italiennes perchées sur la crête de la Serauta. Le mouvement continu du glacier et la réduction de son épaisseur ont cependant effacé toutes les traces des quelque 10 km de tunnels creusés par les soldats dans les entrailles du glacier, appelés en allemand Eisstadt (littéralement « ville de glace »).
Les troupes alpines italiennes, qui ont fait tout leur possible pour capturer cette importante installation ennemie, se sont également engagés dans la terrible guerre souterraine, menée avec des marteaux-piqueurs et des mines. La dernière découverte de la guerre remonte à septembre 2015 : une cabane en bois austro-hongroise piégée dans la glace. 
En juin 1990, le musée de la Marmolada est inauguré, le plus haut d'Europe, situé à 2 950 m d'altitude dans la station du téléphérique de Serauta, en bordure du glacier.

### Évolution
Après le fort recul de ces dernières années[précision nécessaire], le front s'est installé en amont des éperons rocheux (Sasso delle Undici et Sasso delle Dodici) qui, jusqu'à il y a quelques années, la divisait[pas clair] clairement en trois secteurs (est, centre et ouest). Maintenant[Quand ?], le front apparaît aplati et peu dentelé, même si la subdivision traditionnelle en trois secteurs subsiste. Ces dernières années, il s'est complètement séparé du secteur qui occupe le cirque en aval de la Punta Penia, auquel il était relié à une mince bande de glace : ce secteur constitue désormais un glacier à part entière.
Comme tous les glaciers des Alpes, le glacier de la Marmolada a récemment reculé. En un siècle, sa taille a plus que diminué de moitié : en 2013, il mesurait 190 hectares, tandis qu'en 1910, il mesurait 450 hectares. En une décennie, de 2004 à 2015, il a subi une réduction de 30 % en volume et 22 % en surface. Entre 2017 et 2020, il a perdu quelque 9 hectares par an. À ce rythme, il devrait avoir disparu avant 2031.
L'alimentation du glacier est principalement directe, n'étant pas entouré de hautes parois rocheuses qui libèrent des avalanches à sa surface. Une certaine quantité de neige provenant néanmoins des avalanches peut se produire dans le secteur ouest, celui entouré par les crêtes rocheuses qui culminent avec la Punta Rocca et la Punta Penia. Durant les années avec peu de chute de neige ou avec des étés chauds, le glacier est resté presque exempt de neige résiduelle. Les zones crevassées ont également considérablement diminué. 
Le 3 juillet 2022, un bloc du sommet du glacier se détache, causant la mort de onze personnes et faisant huit blessés dans l'effondrement. L'événement a lieu le lendemain d'un record de chaleur au sommet du glacier.
Entre août et septembre 2024, la Caravane des glaciers, organisée par Legambiente en collaboration avec CIPRA Italie et le Comité glaciologique italien, donne de nouvelles mesures de la fonte du glacier de la Marmolada. Celui-ci décroît de sept à dix centimètres par jour. En cinq ans, sa surface a diminué de 70 hectares. Depuis le début des mesures en 1888, il a reculé de 1 200 mètres. Cette disparition est causée par le changement climatique : les étés sont plus chauds, ce qui augmente la fonte du glacier, tandis que les hivers sont plus secs, ce qui diminue la quantité de neige permettant de le reconstituer. Les scientifiques concluent que le glacier de la Marmolada est dans un « coma irréversible » et pourrait avoir totalement disparu en 2040.

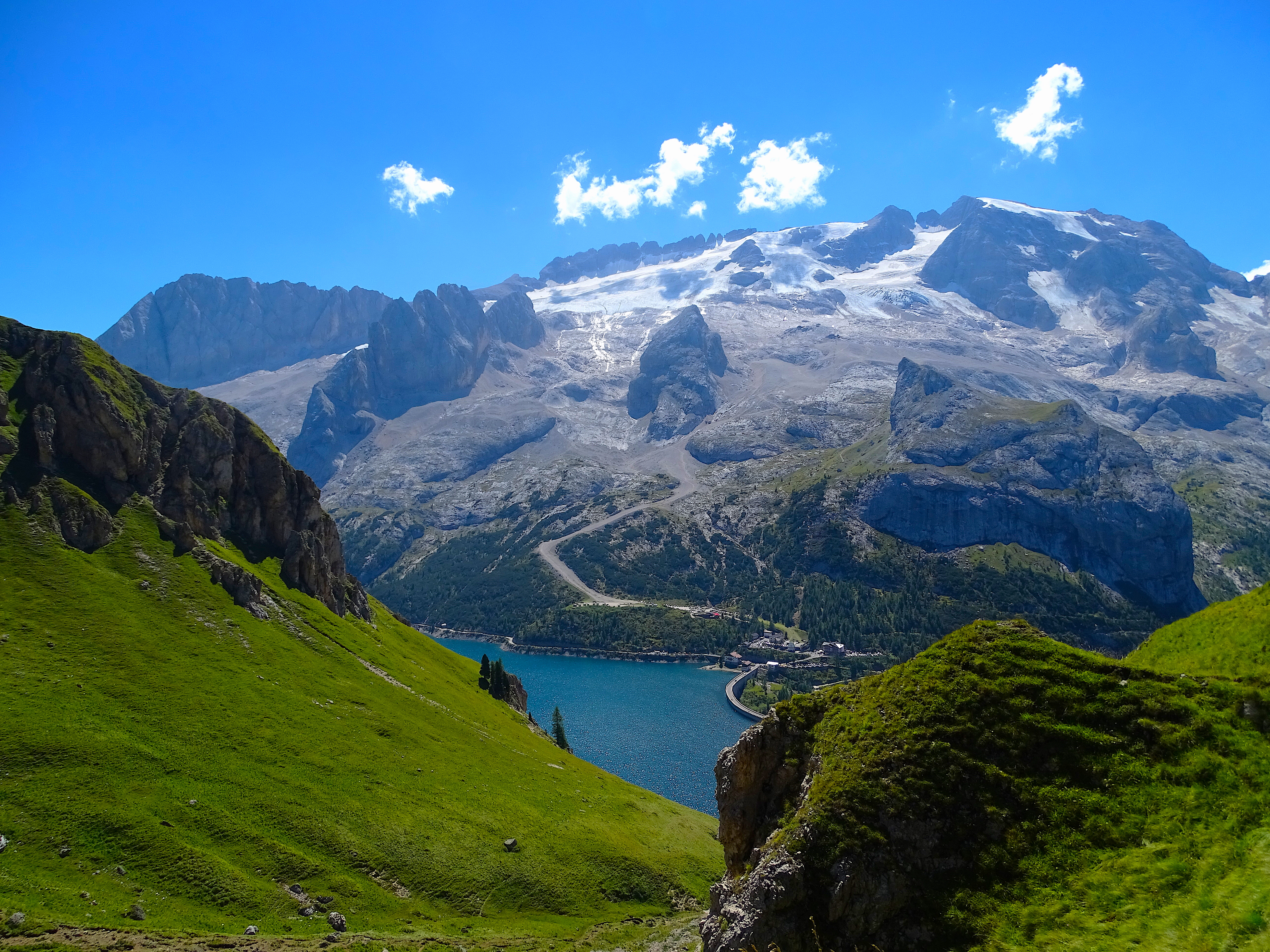
Le lac de Fedaia au pied du glacier.
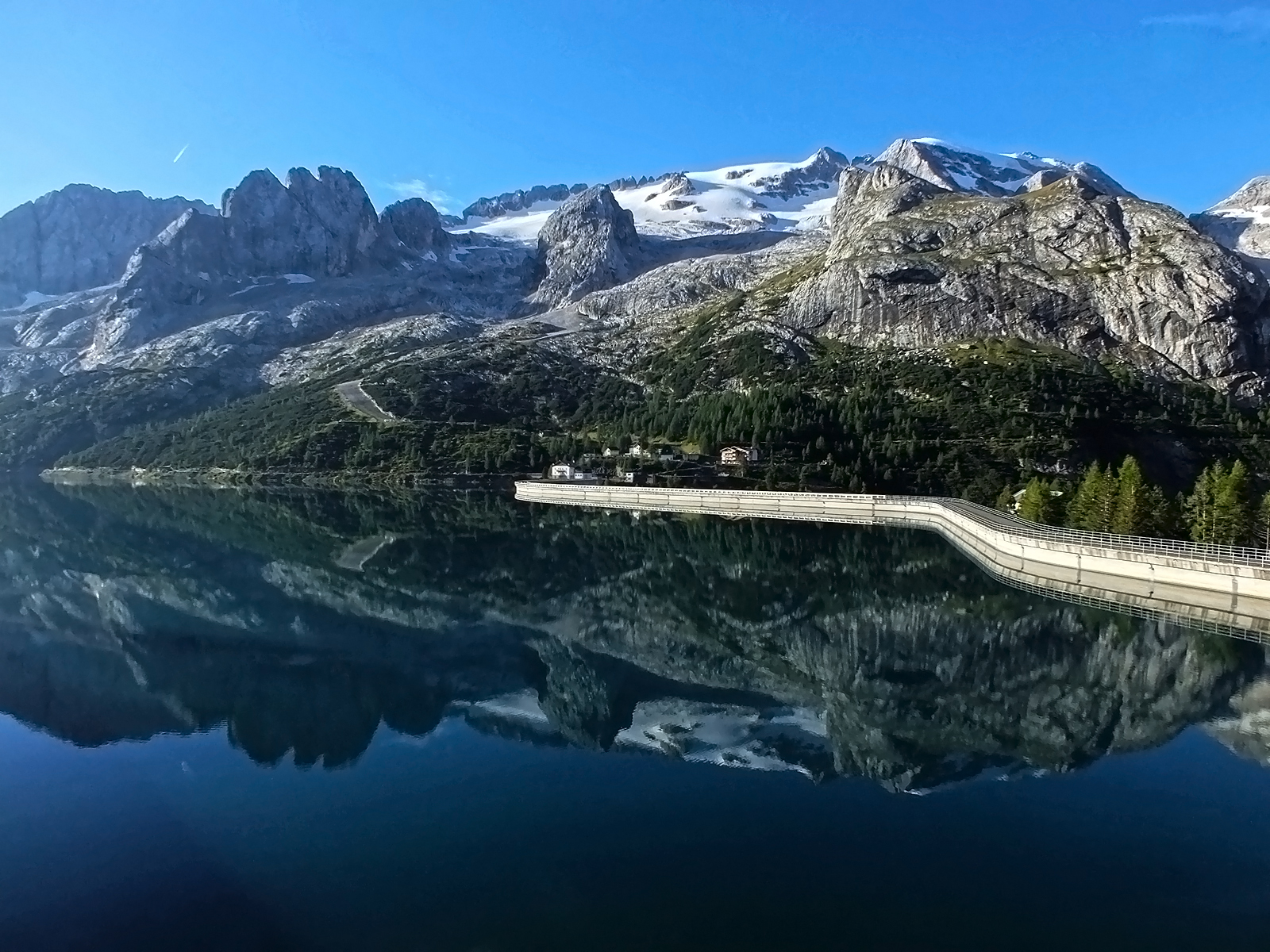
Le lac de Fedaia au pied du glacier.
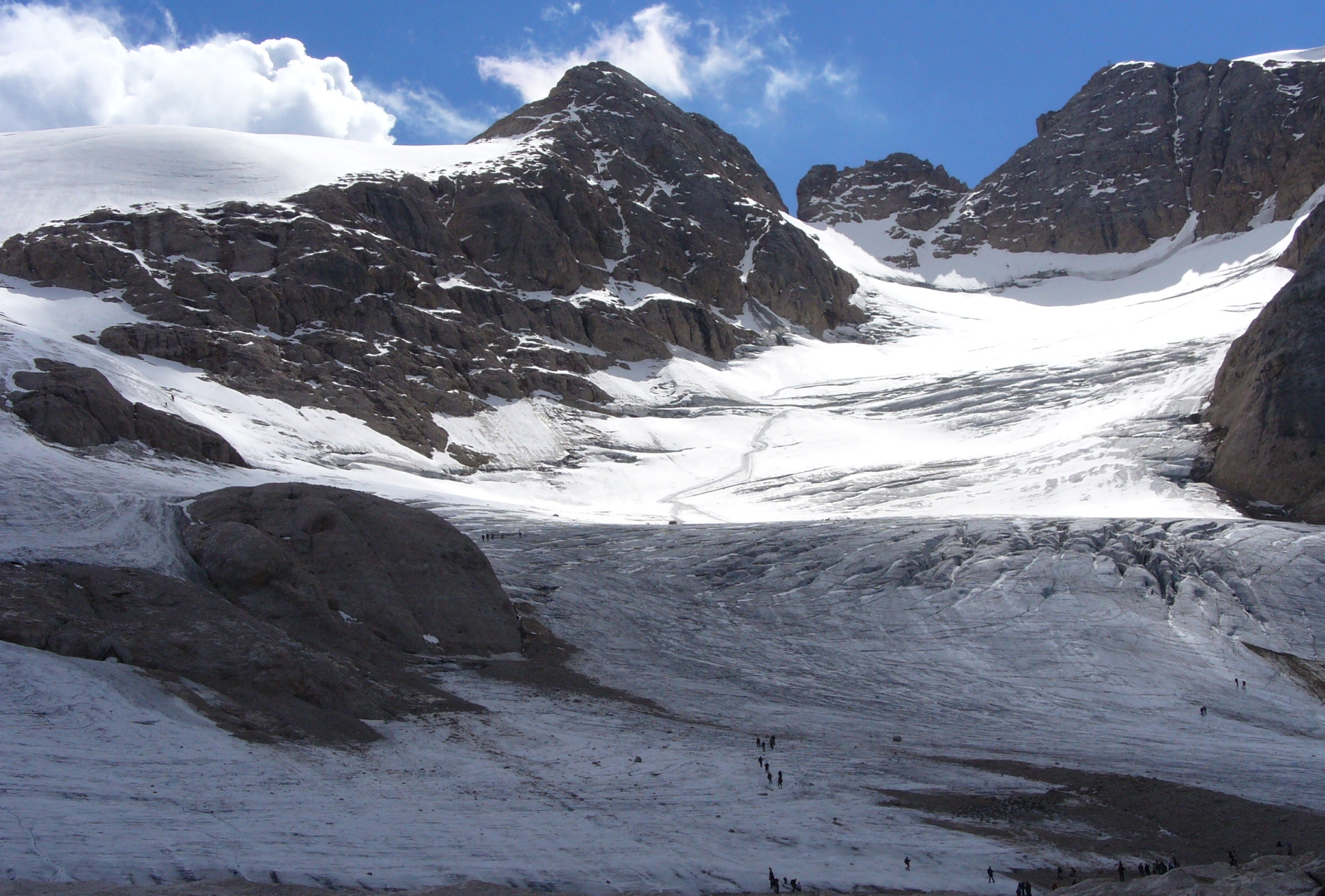
La partie aval du glacier.

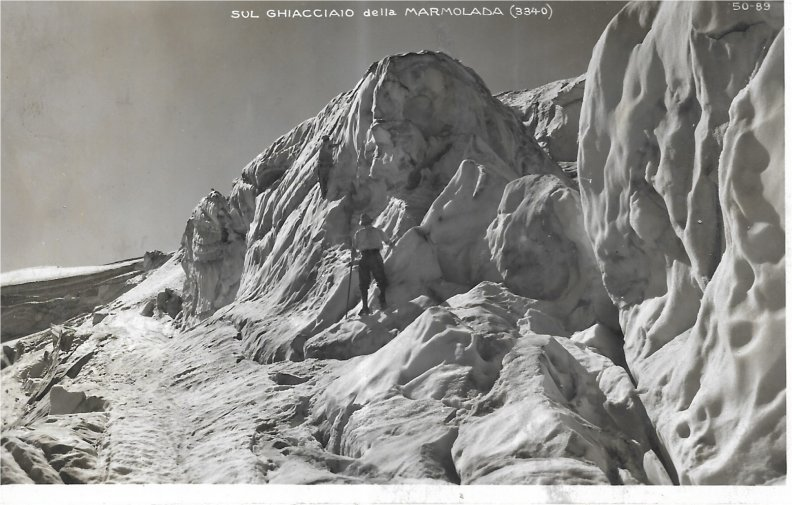
Le glacier en 1932.
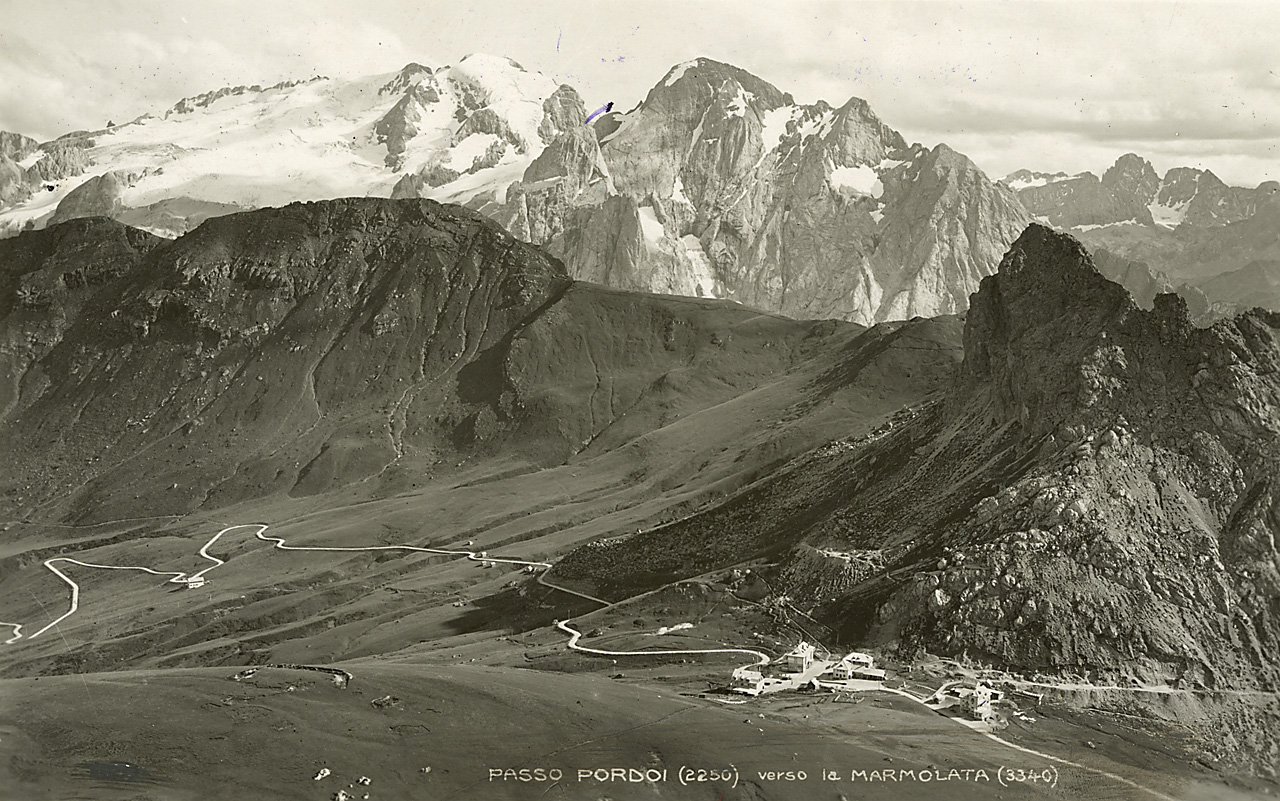
Le col Pordoi avec en arrière plan, à gauche, le glacier de la Marmolada pendant la Première Guerre mondiale.
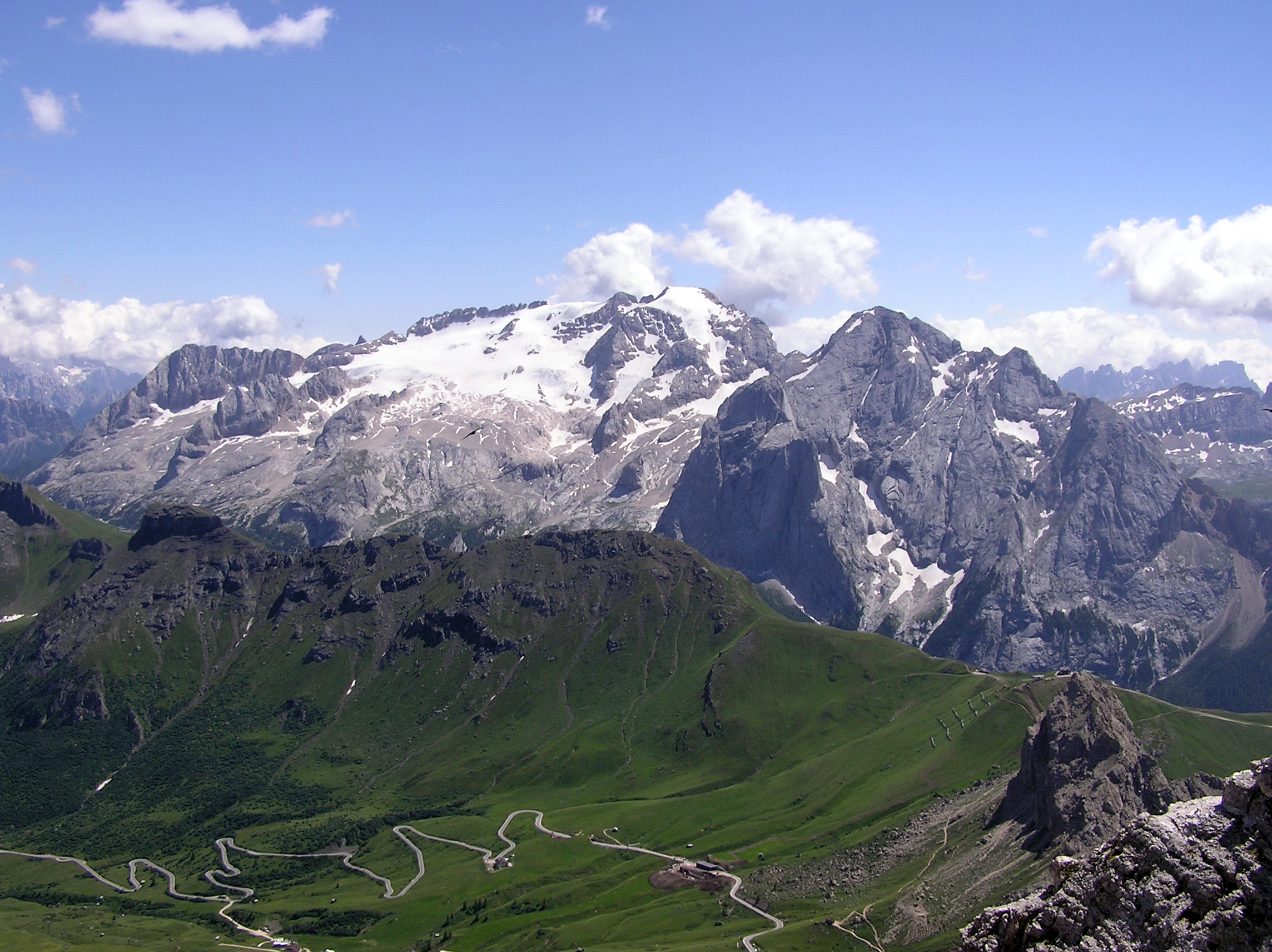
Le glacier de la Marmolada sur une photo de 2009, la comparaison avec la photo précédente montre clairement le recul du front glaciaire.

## Tourisme
Sur ce glacier, le ski est pratiqué (jusqu'en 2006 le ski d'été également), et il est donc accessible par les remontées mécaniques. Dans le secteur oriental, les remontées atteignent les zones les plus hautes du glacier, près de la Punta Rocca. À 2 700 mètres d'altitude, sous le glacier, se trouve le refuge du glacier de la Marmolada. La voie normale d'ascension vers les différents sommets de la Marmolada implique la montée du glacier.

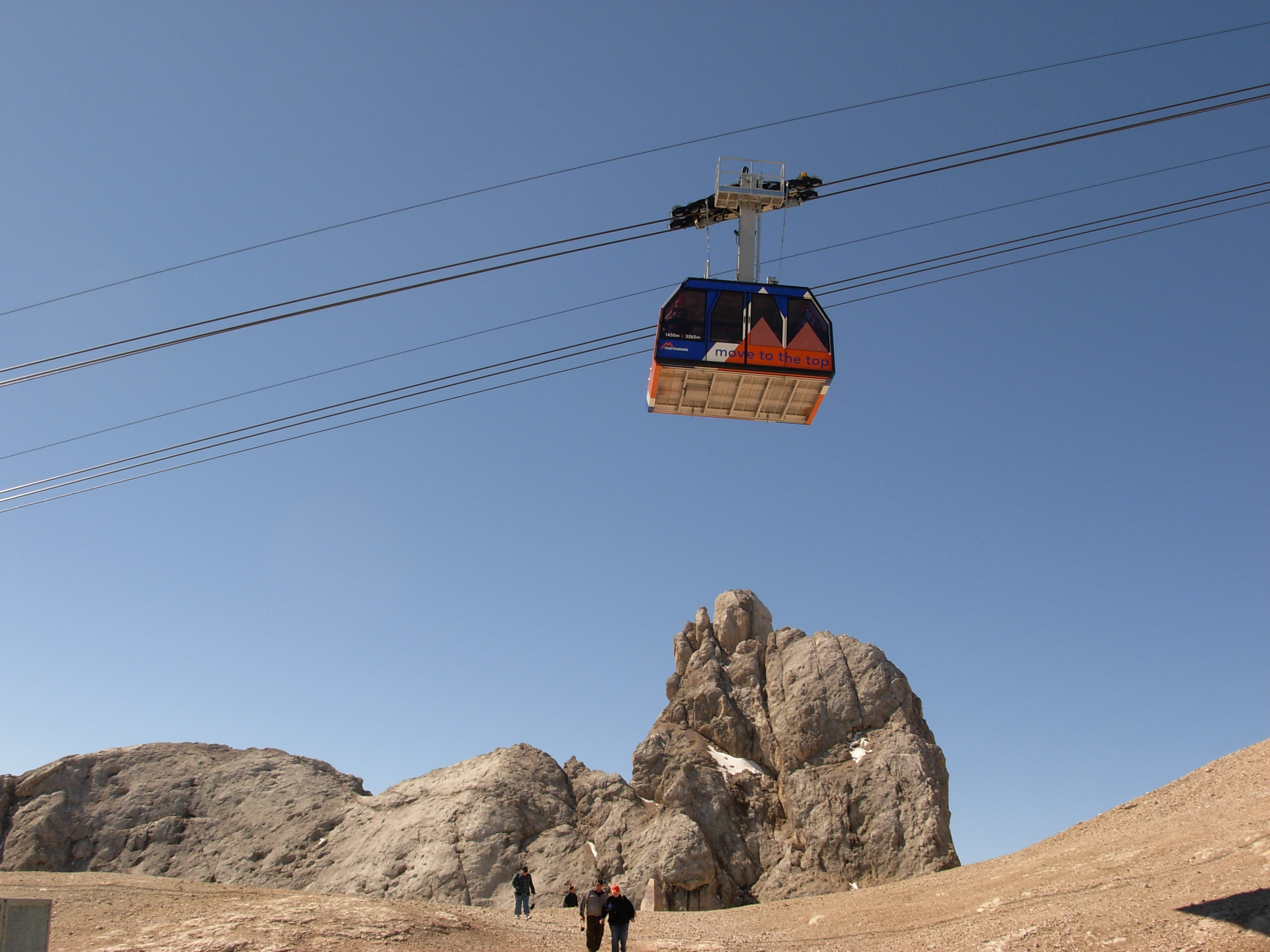
Téléphérique malga Ciapela - Punta Rocca.
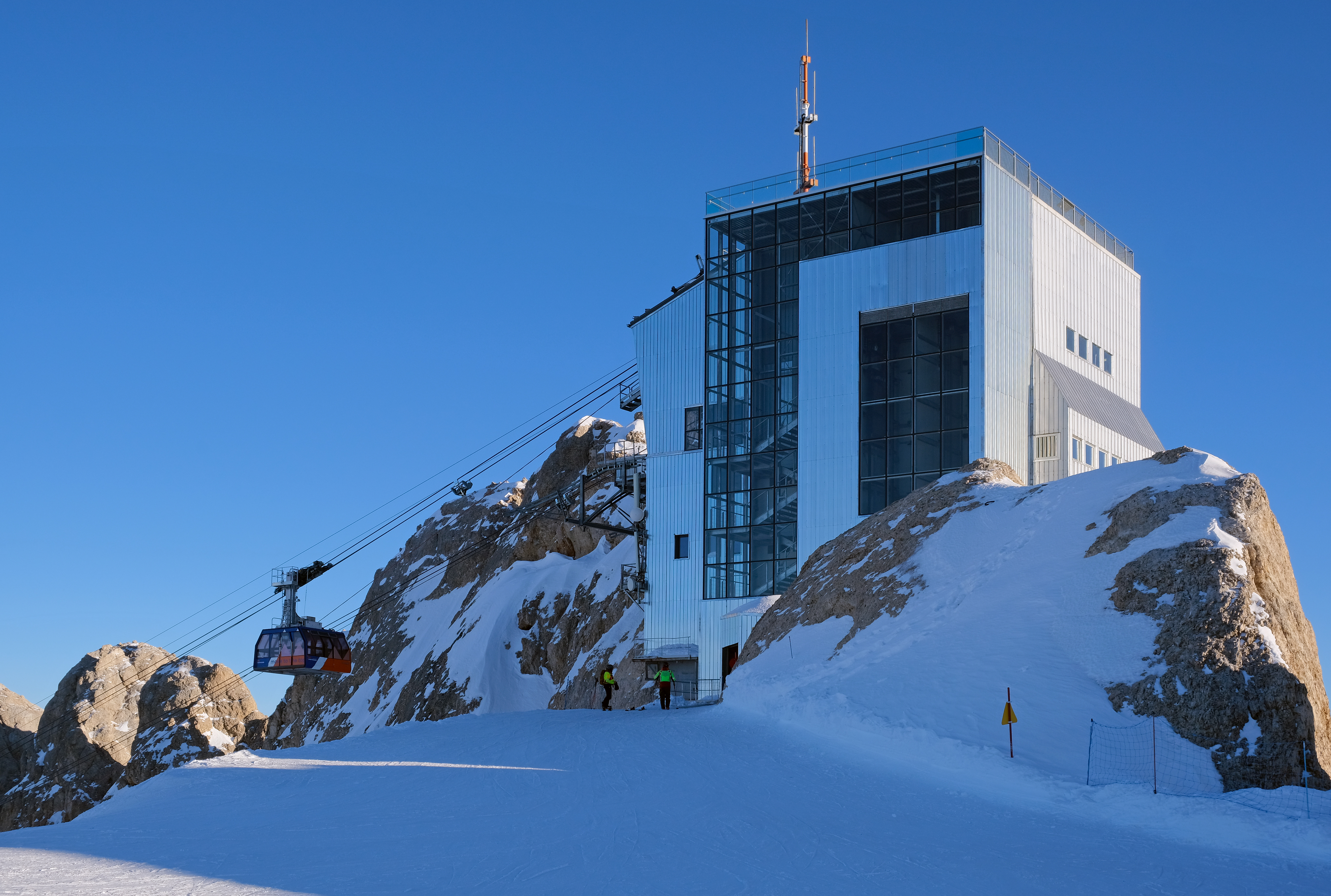
La station supérieure du téléphérique Serauta.